# Bois de Morgon - Forêt de Boscodon - Bragousse
Bois de Morgon - Forêt de Boscodon - Bragousse este o arie protejată (sit de importanță comunitară — SCI) din Franța întinsă pe o suprafață de 2.517 ha, integral pe uscat.

## Localizare
Centrul sitului Bois de Morgon - Forêt de Boscodon - Bragousse este situat la coordonatele 44°29′42″N 6°25′08″E / 44.495°N 6.41889°E.

## Înființare
Situl Bois de Morgon - Forêt de Boscodon - Bragousse a fost declarat arie specială de conservare în baza directivei 92/43 din 1992 referitoare la conservarea habitatelor naturale și a faunei și florei sălbatice pentru a proteja 3 specii de plante și 13 specii de animale.

## Biodiversitate
Situată în ecoregiunea alpină, aria protejată conține 16 habitate naturale: Pante stâncoase calcaroase cu vegetație casmofită, Păduri de fag din Europa Centrală dezvoltate pe sol calcaros cu Cephalanthero-Fagion, Păduri pe pante, grohotișuri și ravene de Tilio-Acerion, Păduri aluvionare cu Alnus glutinosa și Fraxinus excelsior (Alno-Padion, Alnion incanae, Salicion albae), Păduri alpine de Larix decidua și/sau Pinus cembra, Râuri de munte și vegetația lor lemnoasă cu Salix elaeagnos, Păduri montane și subalpine de Pinus uncinata (* dezvoltate pe substrat gipsos sau calcaros), Pajiști uscate seminaturale și facies de acoperire cu tufișuri pe substraturi calcaroase (Festuco-Brometalia) (* situri importante pentru orhidee), Râuri de munte și vegetația erbacee de pe malurile acestora, Pajiști alpine și boreale, Pajiști alpine și subalpine calcaroase, Liziere de ierburi înalte hidrofile de câmpie și de nivel montan până la alpin, Izvoare petrifiante cu formare de travertin (Cratoneurion), Mlaștini alcaline, Grohotișuri calcaroase și de șisturi calcaroase de la nivelul montan până la nivelul alpin (Thlaspietea rotundifolii), Grohotișuri termofile și vest-mediteraneene.
La baza desemnării sitului se află mai multe specii protejate:
- plante (3): Aquilegia bertolonii, Buxbaumia viridis, papucul doamnei (Cypripedium calceolus)
- mamifere (7): liliac cârn (Barbastella barbastellus), lupul (Canis lupus), liliac cu urechi mari (Myotis bechsteinii), liliac cu urechi de șoarece (Myotis blythii), liliac cărămiziu (Myotis emarginatus), liliacul mare cu potcoavă (Rhinolophus ferrumequinum), liliacul mic cu potcoavă (Rhinolophus hipposideros)
- nevertebrate (6): molia lunii spaniolă (Actias isabellae), fluturele de noapte (Eriogaster catax), fluturele auriu (Euphydryas aurinia), Euplagia quadripunctaria, Rosalia alpina, Stephanopachys substriatus

Pe lângă speciile protejate, pe teritoriul sitului au mai fost identificate 6 specii de plante, 1 specie de păsări, 1 specie de nevertebrate.